# Lithacodia rosacea
Lithacodia rosacea är en fjärilsart som beskrevs av John Henry Leech 1889. Lithacodia rosacea ingår i släktet Lithacodia och familjen nattflyn. Inga underarter finns listade i Catalogue of Life.